# Varan-TV
Varan-TV är en svensk humorserie som sändes i SVT i två omgångar med start 1997. Serien skapades av humorgruppen Varanteatern. Första säsongen bestod av sex halvtimmesavsnitt och andra säsongen av åtta halvtimmesavsnitt.
Sedan juni 2013 finns serien att se på SVT:s Öppet arkiv.

## Säsonger

### Säsong 1
Första säsongens avsnitt bestod av en blandning av sketcher som framfördes inför publik i studio, och förinspelade inslag. Studiodelarna och de förinspelade inslagen hängde ofta ihop; till exempel kunde en person som var med i en förinspelad sketch i nästa stund komma in på scenen. Många figurer återkom också flera gånger under ett program och vissa av dem medverkade i mer än ett program i serien.
| Nr | Titel                     |
| -- | ------------------------- |
| 1  | Rollspel och sånt         |
| 2  | Våld och sånt             |
| 3  | Droger, religion och sånt |
| 4  | Idrott och sånt           |
| 5  | Skitfin kultur och sånt   |
| 6  | Afrika och sånt           |

### Säsong 2
Andra säsongen bestod av en mängd sketcher, medan studiobitarna var borttagna.
| Nr | Titel                                                       |
| -- | ----------------------------------------------------------- |
| 1  | En känsla av New York                                       |
| 2  | En grävling på steroider                                    |
| 3  | Märta från Bangladesh                                       |
| 4  | Då vill jag hälsa till den där Sting                        |
| 5  | En gris lös i stan                                          |
| 6  | Nu har jag läst på komvux, så nu vet jag vad det handlar om |
| 7  | Trebarnsmamma från Angered knuffad i Automatkö              |
| 8  | Skräddaren säger nej                                        |
| 9  | 100% Varan-TV                                               |

## Produktion
Efter att ha lett programmet en serie barnprogram, däribland Nöjesrevyn, för Växjö-TV ville Petter Bragée istället vara producent. När Bragée precis fått tummen upp för att producera ett program från Växjö-TV fick han en kassett med Varanteatern. Bragée tyckte det såg intressant ut och såg sedan Bragée Varanteatern live i Ängelholm och på Lollipop-festivalen i Stockholm innan han kontaktade dem för projektet, skrev manus och utvecklade programmet tillsammans.
Den 4 september 2020 gick samtliga medlemmar ut gemensamt och meddelade i en Kickstarterkampanj att de var redo att spela in nytt material, om finansieringen säkras. En månad senare hade de samlat in över 4,3 miljoner kronor och projektet gick i hamn. Den insamlade slutsumman landade på 5,4 miljoner kronor, och det stora intresset fick SVT att intressera sig för projektet. Den nya serien går under namnet Varan-TV: Stories och hade premiär på SVT den 8 april 2022.

## Anteckningar
1. ↑  På SVT Play: Nu gör du fel igen, pappa
2. ↑  I SMDB: Fyrbarnsmamma från Angered knuffad i Minutenkö
3. ↑  På SVT Play: Trebarnsmamma från Angered knuffad i Minutenkö
4. ↑  Specialavsnitt med urval från andra säsongen.